# Hugo Jahnke
Curt Hugo Jahnke (Estocolm, 6 de març de 1886 – Estocolm, 12 de gener de 1939) va ser un gimnasta suec que va competir a primers del segle xx.
El 1908 va prendre part en els Jocs Olímpics de Londres, on guanyà la medalla d'or en la prova del concurs complet per equips, com a membre de l'equip suec.